# Квазар
Квазар е вид астрономически обект, представляващ изключително ярко активно галактично ядро.
При квазарите свръхмасивна черна дупка, намираща се в центъра на галактика, поглъща голямо количество от околната материя, в хода на което се образува акреционен диск и се излъчва голямо количество енергия под формата на електромагнитно излъчване, което се наблюдава по цялата дължина на електромагнитния спектър. Енергията, която излъчват квазарите е огромна – най-мощните квазари имат светимост, която е хиляди пъти по-голяма от светимостта на цели галактики като Млечния път.
Терминът квазар представлява сливане на английското словосъчетание quasi-stellar („квази-звезден, звездоподобен“) radio source („радиоизточник“), тъй като квазарите са открити за пръв път през 1950-те години като източници на радиовълни с неизвестен произход, а когато се заснемат на фотографии, приличат на малки звезди. Снимките с висока резолюция на квазари, особено тези от телескопа Хъбъл, показват, че квазарите възникват в ядрата на галактиките. Наблюдаваните свойства на даден квазар зависят от много фактори, включително масата на черната дупка, скоростта на акреция на газове, ориентацията на акреционния диск спрямо наблюдателя, наличието или отсъствието на релативистична струя и други.
Квазари се срещат на най-различни разстояния, а проучванията сочат, че квазарната активност е била доста по-разпространена в далечното минало. Кулминацията на квазарите вероятно е била преди около 10 милиарда години. Към 2017 г. най-далечният квазар е ULAS J1342+0928 с червено отместване z = 7,54. Наблюдаваната светлина от този квазар е била излъчена, когато Вселената е била на възраст от едва 690 милиона години. Свръхмасивната черна дупка на този квазар, с приблизителна маса от 800 милиона слънчеви маси, е най-отдалечената черна дупка към днешна дата.

## История
Между 1917 и 1922 г. от трудовете на Хебер Къртис, Ернст Епик и други става ясно, че някои обекти („мъглявини“), наблюдавани от астрономите, всъщност са далечни галактики. Но когато радиоастрономията започва да се развива през 1950-те години, астрономите засичат сред галактиките малък брой необичайни обекти със свойства, за които все още няма обяснение.
Обектите излъчват голямо количество радиация в множество честоти, но оптически не може да се намери източника им, а в някои случаи е намиран блед малък обект, наподобяващ отдалечена звезда. Спектралните линии на тези обекти, които биха определили химичния им състав, също са изключително странни и не могат да се обяснят. Някои от тях си променят светимостта много бързо в оптичния диапазон и дори още по-бързо в рентгеновия, което предполага ограничения на максималния им размер, вероятно не по-голям от Слънчевата система. Оттук следва и изключително висока енергийна плътност. Следват дълги дискусии относно това, какво може да представляват тези обекти. Те са описвани като квази-звездни или звездоподобни радиоизточници (на английски: quasi-stellar objects) – име, което отразява тяхната все още непозната природа и което по-късно се съкращава на „квазар“.

### Ранни наблюдения (1960-те и по-рано)
Първите квазари (3C 48 и 3C 273) са открити в края на 1950-те години като източници на радиовълни в радиопроучвания на небосклона. Първоначално те се забелязват само като радиоизточници без съответстващ им видим обект. Използвайки малки телескопи и радиотелескопа Ловел като интерферометър се установява, че те имат много малък ъглов размер. Стотици такива обекти са засечени до 1960 г. и са публикувани в Третия кембриджки каталог на радиоизточниците, докато астрономите търсят из небесата техните оптични копия. През 1963 г. е публикувана крайна идентификация на радиоизточника 3C 48 с оптичен обект от Алан Сандидж и Томас Матюс. Астрономите са засекли нещо, което изглежда на бледа синя звезда на мястото на радиоизточника и са получили спектъра ѝ, който съдържа много непознати широки емисионни линии. Тези аномалии не могат да бъдат обяснени по това време.
Астрономът Джон Болтън прави ранни наблюденията на квазари. Друг радиоизточник, 3C 273, се очаква да направи пет окултации зад Луната. Измерванията на Сирил Хазард и Джон Болтън по време на една от окултациите, използвайки телескопа Паркс, позволяват на Мартен Шмид да намери видимото съответствие на радиоизточника и да запише оптичния спектър използвайки 200-инчовия телескоп Хейл в Калифорния. Този спектър разкрива същите странни емисионни линии. Шмид успява да докаже, че това най-вероятно са обичайните спектрални линии на водорода, но с червено отместване от 15,8% – изключително голямо червено отместване, което дотогава не е наблюдавано в астрономията. Ако това се дължи на физическото движение на звезда, тогава би следвало 3C 273 да се отдалечава с огромна скорост, около 47 000 km/s - много повече от скоростта на която и да е позната звезда. Въпреки това, дори изключителната скорост не би обяснила изобилното радиоизлъчване.
Въпреки че поражда много въпроси, откритието на Шмид бързо променя подхода към наблюденията на квазарите. Странният спектър на 3C 48 бързо е идентифициран като водород и магнезий с червено отместване от 37%. Скоро след това още два спектъра на квазари през 1964 г. и още пет през 1965 г. също са потвърдени за обикновена светлина, която е била отместена към червения спектър изключително много.
Въпреки че наблюденията и червените отмествания не се поставят под въпрос, тяхната вярна интерпретация става обект на бурни дебати, а предположението на Болтън, че излъчването от квазарите са обикновени спектрални линии от далечни източници с голямо червено отместване и изключително висока скорост не се приема от широката общност по това време.

### Развиване на физическото разбиране (1960-те)
Голямо червено отместване може да се дължи на голямо разстояние и скорост, но също и на изключително голяма маса. Голямата скорост предполага и голямо изразходване на енергия, което не може да се обясни и е в разрез с традиционната и преобладаваща теория на стационарната Вселена. Малките размери са потвърдени чрез интерферометрия и чрез наблюдаване на скоростта, с която квазарът се движи като цяло, както и по неспособността да бъдат видяни дори и с най-мощните оптични телескопи като нещо повече от звездоподобни точки светлина. Но ако са малки и далечни, тяхната енергия би следвало да е огромна и трудна за обяснение.
Шмид отбелязва, че червеното отместване също се свързва с разширяващата се Вселена, което е загатнато в закона на Хъбъл. Ако измереното червено отместване се дължи на разширение, тогава това би подкрепило интерпретацията на много далечни обекти с изключително голяма светимост и енергия, много повече от кой да е обект, наблюдаван до това време. Такава голяма светимост би обяснила и силните радиосигнали. Шмид прави заключение, че 3C 273 трябва или да е индивидуална звезда с диаметър 10 km в нашата галактика, или далечен активен галактичен център. Той заявява, че далечен и изключително мощен обект изглежда като по-правдоподобната теза.
Обяснението на Шмид относно голямото червено отместване не се приема широко по това време. Голям проблем представлява огромното количество енергия, която тези обекти трябва да излъчват, ако са отдалечени. През 1960-те години не съществува широко възприет механизъм, който да обясни това. Днешното възприето обяснение е, че това се дължи на материята от акреционен диск, докато тя попада в свръхмасивна черна дупка – това е предложено през 1964 г. от Едуин Солпитър и Яков Зелдович, но тогава е отхвърлено от много астрономи, тъй като наличието на черни дупки все още се счита като цяло за теоретично и твърде екзотично и защото все още не е потвърдено присъствието на свръхмасивни черни дупки в центровете на галактиките. Странните спектрални линии на излъчването им и бързината на промяна у някои квазари също подсказват на много астрономи и космолози, че обектите са относително малки и следователно ярки, масивни и не твърде далеч и че, следователно, тяхното червено отместване не се дължи на разстояние или скорост, а на друга причина или неизвестен процес. Друго широко разпространено алтернативно виждане е, че червеното отместване е причинено от изключително голяма маса (обяснение чрез Общата теория на относителността), вместо от голяма скорост (обяснение чрез Специалната теория на относителността).
Различни обяснения се предлагат през 1960-те и 1970-те години, всяко от тях със своите проблеми. Предлага се, че квазарите са близки обекти и че тяхното червено отместване се дължи на светлина, излизаща от дълбок гравитационен кладенец. Това би изисквало масивен обект, което би обяснило и високата светимост. Обаче, звезда с достатъчна маса да произведе измереното червено отместване, би била нестабилна и в разрез с ограничението на Хаяши. Квазарите също показват забранени спектрални емисионни линии, които преди това са наблюдавани единствено в горещи газови мъглявини с ниска плътност, което би говорило за твърде голяма дифузия, че да се генерира наблюдаваната енергия. Съществуват и сериозни грижи относно идеята за космологично далечните квазари. Един солиден аргумент срещу тях е, че те трябва да имат енергии, които са далеч по-големи от познатите процеси за преобразуване на енергия, включително и термоядрения синтез. Съществуват и предположения, че квазарите са съставени от дотогава непозната форма на региони от стабилна антиматерия, които биха могли да обяснят яркостта им. Други спекулират, че квазарите са бели дупки, краища на червейни дупки, или верижни реакции на няколко супернови.
Неувереността е такава, че до 1984 г. един от малкото консенсуси е, че излъчваната енергия е с гравитационен произход, като космологичното червено отместване са приема за дадено. През 1970-те години много доказателства (включително първите рентгенови космически обсерватории, откриването на черните дупки и съвременните космологични модели) постепенно започват да показват, че червеното отместване на квазарите е истинско и че, поради разширяването на космоса, квазарите са толкова мощни и толкова далечни, колкото Шмид и други астрономи са смятали преди това, както и че техният източник на енергия е материя от акреционен диск, попадаща в свръхмасивна черна дупка. Включени са ключови доказателства от оптични и рентгенови наблюдения на галактики с квазари, намирането на пречещи абсорбционни линии, които обясняват различните спектрографски аномалии, наблюдения от гравитационни лещи, откритието, че галактиките с квазари показват същото червено отместване като квазарите им, и други.
Този модел също си подхожда и с другите наблюдения, които предполагат, че много, дори повечето галактики, имат свръхмасивна черна дупка в центровете си. Той също би обяснил защо квазарите са по-често срещани в ранната Вселена – докато квазарът черпи материя от акреционния диск, той ще достигне момент, при който в околността има по-малко материя и енергийната мощност ще спадне, докато квазарът се превръща в по-обикновен тип галактика.
Механизмът за произвеждане на енергия от акреционен диск е моделиран през 1970-те години, а черните дупки са засечени директно (включително и доказателства, че свръхмасивни черни дупки могат да се намерят в центровете на много галактики, сред които и нашата), което решава проблема с твърде голямата светимост на квазарите. Към края на 1980-те години космологичното разстояние и енергийната мощност на квазарите са широко приемани от учените като обяснение на квазарите.

### Съвременни наблюдения (от 1960-те до наши дни)
По-късно е установено, че не всички квазари имат силно радиоизлъчване. Всъщност, само около 10% се считат за „радио шумни“. Откриването на квазарите има големи последици в областта на астрономия през 1960-те години, включително приближаването на физиката и астрономията една към друга.
През 1979 г. гравитационната леща, предсказвана от Общата теория на относителността на Айнщайн, е потвърдена чрез наблюдения за пръв път с изображенията на двойния квазар 0957+561.

## Днешно разбиране
Днес се знае, че квазарите са далечни, но изключително ярки обекти, така че светлината от тях, достигаща Земята, търпи червено отместване, поради разширяването на Вселената.
Квазарите се намират в центровете на активни галактики и са сред най-сияйните, мощни и енергетични обекти в познатата Вселена, излъчвайки до хиляда пъти повече енергия от Млечния път, съдържащ 200 – 400 милиарда звезди. Това излъчване е в електромагнитния спектър, почти неизменно, от рентгеновите лъчи до инфрачервения край, с максимум от ултравиолетовия до видимия диапазон, докато някои квазари имат и силно излъчване в радио или гама диапазоните. Чрез снимките с висока резолюция от наземните телескопи и Хъбъл, приемните галактики около квазарите понякога могат да се засекат. Обикновено такива галактики са твърде бледи, за да се забележат на фона на сиянието на квазара, освен чрез употребата на специални техники. Повечето квазари, с изключение на 3C 273, чиято видима звездна величина е 12,8, не могат да се видят с малък телескоп.
Смята се, че квазарите (в много случаи е и потвърдено) се захранват от акрецията на материя към свръхмасивни черни дупки в ядрата на отдалечени галактики, както е предположено още през 1964 г. от Солпитър и Зелдович. Светлината и друго излъчване не може да избегне от хоризонта на събитията на черна дупка, но произвеждането на енергия от квазара се извършва извън черната дупка чрез огромното триене в материята, която се намира най-близо до черната дупка, докато той орбитира и изпада навътре. Огромната светимост на квазарите се дължи на акреционните дискове от централните свръхмасивни черни дупки, които могат да преобразуват между 6% и 32% от масата на даден обект в енергия, в сравнение със само 0,7% при протон-протонния цикъл в термоядрения синтез, който преобладава в производството на енергия в звезди като Слънцето. Централни маси от порядъка на 105 до 109 слънчеви маси са измерени в някои квазари. Няколко близко големи галактики, включително нашата, които нямат активен център, не показват активност, подобна на квазар, но съдържат подобна свръхмасивна черна дупка в ядрото си. Оттук се смята, че всички големи галактики имат подобна черна дупка в центровете си, но само малък брой от тях имат достатъчно материя в определена орбита в центровете си за да станат активни и да излъчват мощно, че да се считат за квазари.
Това също обяснява защо квазарите са по-често срещани в ранната Вселена, тъй като това генериране на енергия завършва, когато свръхмасивната черна дупка изконсумира всичките газове и прах около нея. Това означава, че е възможно повечето галактики, включително и нашата, да се преминали през такъв активен етап, изглеждайки като квазар или друг тип активна галактика, зависещ от масата на черната дупка и скоростта на акреция, а днес са латентни, защото няма достатъчен запас от материя, който да захранва централната черна дупка.
Материята, натрупваща се в черната дупка, рядко би изпаднала право в нея, а по-скоро би имала някакъв ъглов момент около черната дупка, който би накарал материята да се акумулира в акреционен диск. Квазарите могат да се активират повторно, когато обикновени галактики се сливат и в черната дупка постъпва свеж източник на материя. Всъщност, има предположения, че ще се образува квазар, когато галактиката Андромеда се сблъска с Млечния път след около 3 – 5 милиарда години.
През 1980-те години се развиват обединени модели, в които квазарите се класифицират като определен вид активни галактики, и възниква консенсус, че в много случаи е въпрос на гледна точка дали да бъдат отделени от другите активни галактики, като например блазари и радиогалактики.
Квазарът с най-голямо червено отместване към 2011 г. е ULAS J1120+0641, с червено отместване от 7,085.

## Свойства
Познати са над 200 000 квазара, повечето с помощта на Sloan Digital Sky Survey. Всичките квазарни спектри имат червено отместване между 0,056 и 7,085. Прилагайки закона на Хъбъл към тези червени отмествания, може да се докаже, че те са на разстояние между 600 милиона и 28,85 милиарда светлинни години. Поради големите разстояния до най-далечните квазари и крайната скорост на светлината, те и заобикалящият ги космос изглеждат така, както са изглеждали в много ранната Вселена.
Мощността на квазарите произлиза от свръхмасивните черни дупки, за които се вярва, че съществуват в центровете на повечето галактики. Доплеровото отместване на звездите близо до ядрата на галактиките сочи, че те се движат около огромни маси в много стръмен гравитационен градиент.
Въпреки че квазарите изглеждат бледи от Земята, те се забелязват от изключително големи разстояния, бидейки най-ярките обекти в познатата Вселена. Най-яркият квазар на небосклона е 3C 273 в съзвездието Дева. Той има видима звездна величина от 12,8, но има абсолютна звездна величина от -26,7. От разстояние около 33 светлинни години този обект би светил в небето толкова ярко, колкото и Слънцето. Светимостта му е около 4 трилиона (4×1012) пъти по-голяма от тази на Слънцето или около 100 пъти по-голяма от общата светлина на големи галактики като Млечния път. Това предполага, че квазарът излъчва енергия във всички посоки, но за активното галактично ядро се смята, че излъчва основно по посока на струята си. Във Вселена, съдържаща стотици милиарди галактики, повечето от които са имали активно ядро преди милиарди години, статистически е сигурно, че хиляди енергийни струи ще са насочени към Земята, някои с по-голяма точност от други. В много случаи е възможно, че колкото е по-ярък даден квазар, толкова неговата струя е по-точно насочена към Земята. Такива квазари се наричат блазари.
Хиперяркият квазар APM 08279+5255 получава абсолютна звездна величина от -32,2, когато е открит през 1998 г. Снимките с висока резолюция на телескопите Хъбъл и Кек разкриват, че тази система се намира зад гравитационна леща. Проучване на лещата на системата сочи, че светлината, която се излъчва от нея, се увеличава десетократно. Въпреки това, той е значително по-сияен от близките квазари като 3C 273.
Квазарите са много по-разпространени в ранната Вселена, отколкото днес. Това откритие на Мартен Шмид от 1967 г. е едно от първите силни доказателства срещу теорията на стационарната Вселена и подкрепя теорията на Големия взрив. Квазарите показват местата, където черни дупки растат с високи темпове чрез акреция. Тези черни дупки растат за сметка на масата на звездите в приемната галактика по начин, който все още не е напълно разбран. Една идея е, че струите, радиацията и ветровете, създавани от квазарите, възпират образуването на нови звезди в приемната галактика – процес, наричан обратно захранване. Струите, генериращи силни радиосигнали в някои квазари в центровете на купове от галактики, имат достатъчно сила да попречат на горещия газ в тези купове да се охлади.
Светимостта на квазарите се изменя, като това може да става за месеци или за часове. Това означава, че квазарите произвеждат и излъчват енергията си от много малък регион, тъй като всяка част на квазара трябва да е в контакт с други части, за да може координирано да настъпи изменение в светимостта. Това ще рече, че квазар, изменящ се за седмици, не може да е по-голям от няколко светлинни седмици. Излъчването на голямо количество енергия от малък регион се нуждае от източник, който е много по-ефективен от термоядрения синтез, захранващ звездите. Превръщането на гравитационната потенциална енергия в излъчване чрез пропадане в черна дупка преобразува между 6% и 32% от масата на обекта в енергия, за разлика от 0,7% преобразуване при термоядрения синтез. Това е единственият познат процес, който може да произвежда такава голяма енергия за толкова дълго време.
Тъй като квазари проявяват всички свойства, присъщи на други активни галактики, като например Сейфертови галактики, излъчването от квазари лесно може да се сравни с това на по-малки активни галактики, захранвани от по-малки свръхмасивни черни дупки. За да се създаде светимост от 1040 вата (обичайната светимост на квазар), свръхмасивната черна дупка трябва да консумира материя, еквивалентна на 10 звезди на година. Най-ярките познати квазари „изяждат“ по 1000 слънчеви маси материя на година. Най-големият познат квазар приблизително консумира материя, равна на 600 Земи на минута. Тъй като е трудно квазар да се захранва в продължение на милиарди години, след като даден квазар приключи с акрецията на околните газове и прах, той се превръща в обикновена галактика.
Излъчването от квазарите частично е нетермално (тоест, не се дължи на излъчване от абсолютно черно тяло) и приблизително 10% също имат струи като тези на радио галактиките, които имат значителни запаси от енергия под формата на частици, движещи се с релативистични скорости. Изключително високите енергии могат да се обяснят чрез няколко механизма. Квазарите могат да се засекат на фона на целия видим електромагнитен спектър. Повечето квазари са най-ярки при ултравиолетова дължина на вълната от 121,6 nm на емисионната линия на водорода, но поради огромното червено отместване на тези източници, тази върхова светимост понякога се наблюдава чак при 900 nm, близо до инфрачервените вълни. Малък брой квазари притежават и силно радиоизлъчване, което се поражда от струи с материя, достигащи скорости близо до тази на светлината. Когато струята им е насочена към Земята, те се наричат блазари и често имат региони, които изглеждат сякаш се отдалечават от центъра по-бързо от скоростта на светлината. Това е оптична илюзия, поради свойствата на Специалната теория на относителността.
Червеното отместване на квазарите се измерва от преобладаващите спектрални линии във видимия и ултравиолетовия диапазон на емисионния спектър. Тези линии са по-ярки от непрекъснатия фон на спектъра. Те проявяват Доплерово разширение, съответстващо на средна скорост от няколко процента от скоростта на светлината. Бързото движение потвърждава наличието на голяма маса. Емисионните линии на водорода (главно сериите на Лайман и Балмър), хелия, въглерода, магнезия, желязото и кислорода са най-ярките линии. Атомите, излъчващи тези линии, варират от неутрални до високо йонизирани. Този широк диапазон от йонизация показва, че газът е подложен на голямо лъчение от квазара.
Като всички (незакрити) активни галактики, квазарите могат да бъдат и силни източници на рентгенови лъчи. Квазарите със силно радиоизлъчване могат също да генерират рентгенови и гама лъчи чрез обратно Комптъново разсейване на нискоенергийни фотони от радиоизлъчващите електрони в струята.

### Спектрални линии, рейонизация и ранна Вселена
Квазарите предоставят и някои следи относно края на рейонизацията на Големия взрив. Най-старите познати квазари (червено отместване = 6) показват падина на Гън-Питърсън и имат абсорбционни региони пред тях, сочещи, че междугалактичната среда по това време е била неутрален газ. По-новите квазари не показват абсорбционен регион, а спектърът им съдържа остър район, познат като гора Лайман-алфа – това говори за междугалактична среда, която е претърпяла рейонизация до плазма, и че неутрален газ съществува само в малки облаци.
Интензивното производство йонизираща ултравиолетова радиация също е от значение, тъй като предоставя механизъм за възникване рейонизация при образуването на галактики. Все пак, днешните теории предполагат, че квазарите на са били основния източник на рейонизация – източници на рейонизация вероятно са били най-ранните поколения звезди (вероятно около 70%) и галктиките джуджета (вероятно около 30%). Квазарите показват черти на елементи, по-тежки от хелий, което сочи, че галактиките са претърпели голяма фаза на звездообразуване между Големия взрив и първите наблюдавани квазари.